# HD75333
HD75333 — хімічно пекулярна зоря спектрального класу B9, що має видиму зоряну величину в смузі V приблизно  5,3.
Вона  розташована на відстані близько 437,8 світлових років від Сонця.

## Фізичні характеристики
Зоря HD75333 обертається 
порівняно повільно 
навколо своєї осі. Проєкція її екваторіальної швидкості на промінь зору становить  Vsin(i)= 28км/сек.

## Пекулярний хімічний склад
HD75333 належить до ртутно-манганових зір й її зоряна атмосфера має підвищений вміст Hg та Mn.

## Магнітне поле
Спектр даної зорі вказує на наявність магнітного поля у її зоряній атмосфері.
Напруженість повздовжної компоненти поля оціненої з аналізу
наявних ліній металів
становить  120,0± 100,0 Гаус.